# Herb gminy Popów

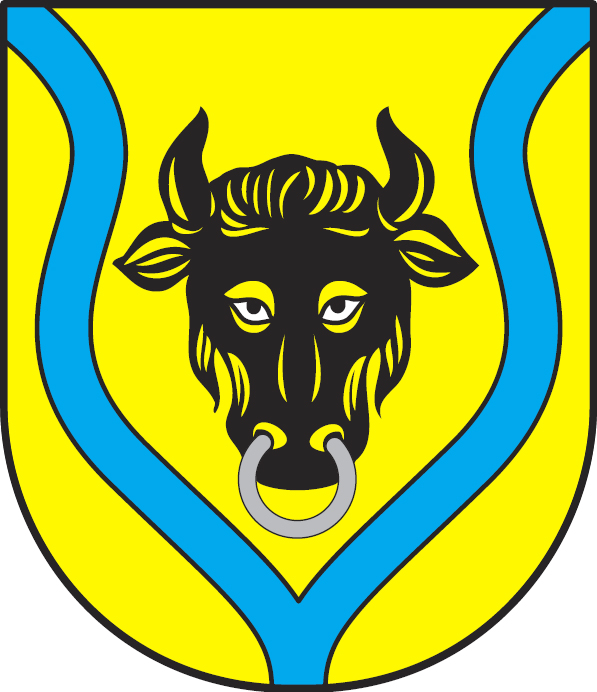
Pierwotny projekt herbu gminy Popów

Herb gminy Popów – jeden z symboli gminy Popów, ustanowiony 26 maja 2013.

## Wygląd i symbolika
Herb przedstawia na tarczy w polu złotym bawolą (żubrzą) głowę z charakterystycznym kolcem w nozdrzach pomiędzy meandrującymi dwoma rzekami o barwie błękitnej.